# Jurij Kowalow (1934–1979)
Jurij Fiodorowicz Kowalow (ros. Юрий Фёдорович Ковалёв; ur. 20 lutego 1934 w Oriechowo-Zujewo w obwodzie moskiewskim, Rosyjska FSRR, zm. 25 września 1979 w Moskwie, Rosyjska FSRR) – rosyjski piłkarz, grający na pozycji pomocnika, a wcześniej napastnika, reprezentant Związku Radzieckiego.

## Kariera piłkarska

### Kariera klubowa
Wychowanek szkółki piłkarskiej Krasnoje Znamia Oriechowo-Zujewo. W 1953 rozpoczął karierę piłkarską w zespole Krasnoje Znamia Guś-Chrustalny, skąd w następnym sezonie przeszedł do Lokomotiwu Moskwa. Po występach w 1960 i 1961 odpowiednio w Dynamie Kijów i CSKA Moskwa powrócił do Lokomotiwu. Karierę piłkarską kończył jako piłkarz klubów Metałłurg Lipieck oraz Moskwicz Moskwa.
Po zakończeniu kariery w 1971 nie otrzymał oferty pracy od Lokomotiwu, w którym spędził 10 sezonów. Mając wyższe wykształcenie jako zwykły robotnik poszedł do pracy do AZLK. 25 września 1979 roku tragicznie zginął.

### Kariera reprezentacyjna
24 listopada 1957 debiutował w reprezentacji Związku Radzieckiego w wygranym 2:0 meczu kwalifikacyjnym do Euro-60 z Polską. Jako gracz drużyny radzieckiej był włączony do kadry na mistrzostwa Europy w 1960, chociaż żadnego razu nie wyszedł na boisko, a Sbornaja zdobyła złote medale. W 1959 rozegrał trzy mecze w olimpijskiej reprezentacji ZSRR.

## Sukcesy i odznaczenia

### Sukcesy klubowe
- wicemistrz ZSRR: 1959, 1960

### Sukcesy reprezentacyjne
- mistrz Europy: 1960

### Sukcesy indywidualne
- 4-krotnie wybrany do listy 33 najlepszych piłkarzy ZSRR: 1957 (nr 2), 1956 (nr 3), 1958 (nr 3), 1959 (nr 3).

### Odznaczenia
- nagrodzony tytułem Mistrza Sportu ZSRR w 1960